# 呂紹衣
呂紹衣（？年—？年），號柳邨，江西九江府德化縣衛籍，由附貢，遵籌餉事例報捐同知，分發四川試用，厯奉檄委審辦要案，並勸捐江西軍餉，歸酌委班用，同治元年十一月署四川順慶府岳池縣知縣。是一位政治人物，明清時曾在四川順慶府岳池縣（位於今四川東北部，武周萬歲通天二年分南充、相如二縣置，是一個千年古縣）擔任官吏。